# 지미 쇼자부로

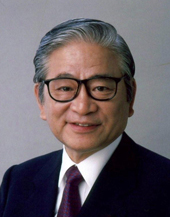
지미 쇼자부로

지미 쇼자부로 (自見庄三郎, 1945년 11월 5일 ~ )는 일본의 의사이자 정치인이다. 민주당 소속 참의원 의원, 내각부 특명담당대신 (금융 담당), 국민신당 대표이다.
하버드 대학교 공중위생학부 주임연구원, 규슈 대학 의학부 강사, 중의원 의원, 우정대신 등을 역임하였다.